# هنري كامبل بلاك

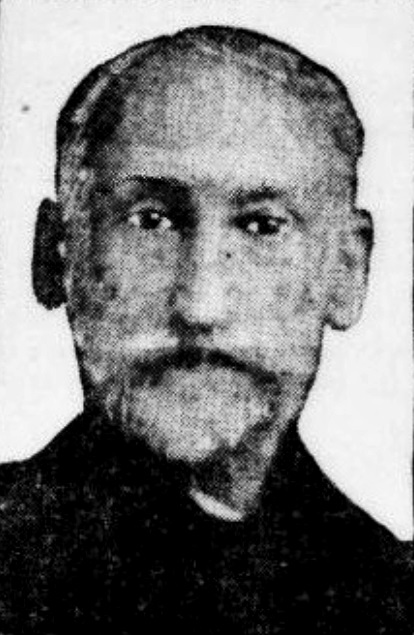

هنري كامبل بلاك (بالإنجليزية: Henry Campbell Black)‏ (19 مارس 1927 في أوسينينغ (نيويورك) ـ 17 أكتوبر 1860) كان رئيس تحرير مراجعة الدستور من عام 1917 حتى وفاته عام 1927، ومؤلف قاموس بلاك القانوني الذي نشر لأول مرة في عام 1891 حيث يعد قاموس القانون النهائي.